# Ушакова (Орловская область)
Ушакова — опустевшая деревня в составе Михнёвского сельского поселения Болховского района Орловской области. Население 1 человек (2010), 0 человек (к 2018 г.) .

## География
Деревня расположена в центральной части Среднерусской возвышенности в лесостепной зоне, на севере области возле административной границы с Белёвским районом Тульской области. Есть пруд. Уличная сеть состоит из двух географических объектов: ул. Вишнёвая и ул. Запрудная.
Географическое положение
в 5 км. — административный центр поселения посёлок Щербовский, в 19 км — административный центр района город Болхов
Климат
близок к умеренно-холодному, количество осадков является значительным, с осадками в засушливый месяц. Среднегодовая норма осадков — 627 мм. Среднегодовая температура воздуха в Болховском районе — 5,1 °C.

## Население
| 2010 |
| ---- |
| 1    |

По данным администрации Михнёвского сельского поселения, опубликованным в 2017—2018 гг., в деревне Ушакова нет жителей
Национальный состав
Согласно результатам переписи 2002 года, в национальной структуре населения
русские составляли 100 % от общей численности населения в 11 жителей

## Инфраструктура
Было развито сельское хозяйство.

## Транспорт
Просёлочные дороги.